# دار عمير السفلى (العدين)

تعديل مصدري - تعديل

دار عمير السفلى محلة تابعة لقرية دار عمير، التابعة لعزلة قصع حليان بمديرية العدين إحدى مديريات محافظة إب في الجمهورية اليمنية.، بلغ تعداد سكانها 183 حسب تعداد اليمن لعام 2004.